# (13092) Schrödinger
(13092) Schrödinger – planetoida z pasa głównego asteroid okrążająca Słońce w ciągu 3 lat i 60 dni w średniej odległości 2,15 j.a. Została odkryta 24 września 1992 roku. Przed nadaniem nazwy planetoida nosiła oznaczenie tymczasowe (13092) 1992 SS16.